# Chaetodoryx insinuans
Chaetodoryx insinuans är en svampdjursart som först beskrevs av Topsent 1936.  Chaetodoryx insinuans ingår i släktet Chaetodoryx och familjen Coelosphaeridae. Inga underarter finns listade i Catalogue of Life.